# Ярандай, Иван Павлович
Ива́н Па́влович Яранда́й (настоящая фамилия — Пугарчёв) (21 сентября 1913, Исменцы, Чебоксарский уезд, Казанская губерния, Российская империя — 23 июня 1993, Козьмодемьянск, Марий Эл, Россия) — марийский советский педагог. Завуч Козьмодемьянской школы-интерната Марийской АССР (1956―1965). Заслуженный учитель школы РСФСР (1960). Кавалер ордена Ленина (1966). Участник Великой Отечественной войны. Член ВКП(б) с 1943 года.

## Биография
Родился 21 сентября 1913 года в с. Исменцы ныне Звениговского района Марий Эл в крестьянской семье. С 6 лет пел в церковном хоре.
В 1925 году окончил Исменецкую начальную школу, в 1928 году — Помарскую 7-летнюю школу крестьянской молодёжи Марийской автономной области. Будучи луговым мари, свободно владел русским и чувашским языком. В 1931 году окончил Козьмодемьянский педагогический техникум, был направлен в д. Мадары Горномарийского района Марийской автономной области для организации начальной школы, в которой проработал 1 год. Затем был направлен на краткосрочные курсы повышения квалификации по подготовке преподавателей физики и математики для 7-летних школ при Козьмодемьянском педагогическом техникуме, по завершении которых в течение 2-х лет преподавал физику и математику на подготовительных курсах при этом же техникуме. В 1933—1935 годах работал учителем физики и математики в с. Цибикнур Йошкар-Олинского района Марийской автономной области, а в 1935—1936 годах был завучем и преподавателем математики в Ронгинской средней школе Маробласти.
В 1936 году преподавал физику на рабфаке при Саратовском зооветеринарном институте, работал учителем математики Хвалынской средней школы № 4 Саратовской области (1937—1940). В 1940—1941 годах был завучем и преподавателем математики Окницкой железнодорожной средней школы № 2 Молдавской ССР, в 1941—1942 годах являлся учителем математики Еласовской средней школы Горномарийского района Марийской АССР.
В феврале 1942 года призван в РККА. Участник Великой Отечественной войны: направлен курсантом в 38-ю отдельную роту связи 46-й запасной стрелковой бригады Московского военного округа. В 1943 году принят в ВКП(б). С 1943 года был морзистом, командиром отделения 5-го отдельного запасного полка связи Московского военного округа, сержант. С мая 1945 года по январь 1946 года заведовал секретной библиотекой 109-го отдельного Волховского полка связи Белорусского военного округа, старшина.
После войны вернулся на педагогическую работу: в 1946—1955 годах — завуч, директор Еласовской средней школы Марийской АССР. В 1950 году заочно окончил физико-математический факультет Марийского педагогического института имени Н. К. Крупской. В 1956 году переехал в г. Козьмодемьянск, где был завуч школы-интерната, а в 1965—1969 годах работал учителем городской средней школы № 1. В это время стал известен как автор учебных пособий по математике: так, в соавторстве с Н. И. Александровой, преподавателем Сурской неполной средней школы, издал книгу «Словарь-справочник по математике», утверждённую Министерством просвещения Марийской АССР в качестве учебного пособия для учащихся средней школы.
В 1967—1971 годах избирался депутатом Еласовского районного Совета депутатов трудящихся, Верховного Совета Марийской АССР VII созыва. В 1972 году был избран председателем райкома профсоюза работников госучреждений, а в 1973 году был освобождён от занимаемой должности в связи с выходом на пенсию.
За долголетнюю и безупречную работу в школах страны был награжден орденом Ленина, Почетной грамотой Президиума Верховного Совета Марийской АССР, 10 медалями и знаком «Отличник народного просвещения». В 1960 году ему было присвоено почётное звание «Заслуженный учитель школы РСФСР».
Скончался 23 июня 1993 года в г. Козьмодемьянске Марий Эл, похоронен там же.

## Звания и награды
- Заслуженный учитель школы РСФСР (1960)[1][2]
- Отличник народного просвещения РСФСР (1951)[4]
- Орден Ленина (1966)[1][2]
- Медаль «За трудовое отличие» (1949)[1][2]
- Медаль «За трудовую доблесть» (1954)[1][2]
- Медаль «За доблестный труд. В ознаменование 100-летия со дня рождения Владимира Ильича Ленина»
- Почётная грамота Президиума Верховного Совета Марийской АССР (1957)[1][2]